# Đơn cực từ
Trong từ học, khái niệm đơn cực từ hay từ tích (còn gọi là đơn cực Dirac) là khái niệm tương đương với khái niệm đơn cực điện hay điện tích trong tĩnh điện. Có thể hình dung một đơn cực từ là một vật thể gần giống nam châm, nhưng chỉ có cực bắc hoặc cực nam. Có thể quy ước cực bắc mang từ tích dương và cực nam mang từ tích âm; nghĩa là đơn cực từ có tổng từ tích khác không.
Khái niệm này lần đầu được đưa ra vào năm 1929 bởi Paul Dirac, và sau này được nhắc đến trong thuyết thống nhất (GUT). Dirac cho rằng cơ chế của lượng tử tương đối tính dẫn đến việc lượng tử hóa cả điện tích e lần từ tích qm của điện tử hay các hạt mang điện. Từ tích của một đơn cực từ có điện tích e sẽ là:
{\displaystyle q_{m}=n{\frac {\hbar c}{2e}}} với n = 1,2,3...
Quy Đổi
{\displaystyle {\frac {q_{m}^{2}}{\hbar c}}\approx {\frac {\hbar c}{e^{2}}}={\frac {1}{137}}} chính là giá trị của hằng số mạng tinh thể

## Sự tồn tại
Sự tồn tại của từ tích hiện nay vẫn là vấn đề gây tranh cãi và chưa giải quyết được.
Theo phương trình Maxwell nguyên thủy
∇·B = 0
từ tích không tồn tại.
Tuy nhiên, vật lý hiện đại giới thiệu giả thiết có từ tích, và đòi hỏi mở rộng phương trình Maxwell bằng vector "mật độ dòng từ" M: 
{\displaystyle {\vec {\nabla }}\times \mathbf {E} =-{\frac {\partial \mathbf {B} }{\partial t}}-\mathbf {M} }
Theo phương trình này, dạng nguyên thủy của phương trình Maxwell chỉ đơn giản xảy ra khi từ tích bằng không.
Mọi thí nghiệm từ trước đến này đều chưa quan sát được từ tích. Việc từ tích luôn bằng không đang là một thách thức trước các lý thuyết vật lý hiện đại tiên đoán về sự tồn tại của từ tích.